# Shtriga
La shtriga es un personaje del folclore de Albania, descrito como una bruja vampira que puede absorber la sangre o «energía vital» de los niños por las noches cuando se encuentran dormidos. Pueden aparentar ser cualquier insecto volador (tradicionalmente una polilla o una abeja). La shtriga puede curar, por sí sola, a aquellos de quienes ha chupado sangre (usualmente desde sus bocas), pero aquellos que no han sido curados se enferman de gravedad y mueren. También se la conoce como la «madre de todas las oscuridades».
Algunos albaneses no creen en la shtriga, porque creen que sólo existe en la imaginación de los niños. En cambio. otros dicen que la shtriga es real y que la han visto volar a través de las ventanas en las casas gritando. A menudo la shtriga es personificada como una mujer con cabello largo y negro (a veces usando un gorro), y con un rostro totalmente horrendo y desfigurado.
En idioma italiano la palabra strega significa simplemente bruja, por lo que no es sinónimo de Shtriga.

## La shtriga en cultura popular
- En la serie de televisión Supernatural se personifica a la shtriga en el capítulo "Something Wicked" de la primera temporada. Sam y Dean investigan un caso en el que los niños de una pequeña ciudad están entrando en coma. Ambos hermanos descubren que se trata de una shtriga que se alimenta del spiritus vitae (esencia vital). Aunque pueden alimentarse de cualquier persona, prefieren a los niños, ya que su fuerza vital es mayor. También se enteran de que es inmortal a no ser que se la atrape comiendo, en cuyo caso se la puede matar con balas de hierro consagrado.

- En la serie Legends of Tomorrow de CW, durante el cuarto episodio de la temporada 4, las leyendas deben capturar una shtriga que está secuestrando niños en un campamento para alimentarse.